# Phillip French
Pour les articles homonymes, voir French.
Phillip French (né en Angleterre, mort en 1707) fut maire de New York de 1702 à 1703.
Phillip French était un commerçant. En 1703, la population de New York était de 4 436 habitants.